# Спокан (народ)
Спокан — американський народ, що проживає в північно-західній частині США (штат Вашингтон). Більшість споканів мешкає в резервації з тією ж назвою, що знаходиться в східній частині штату Вашингтон. Плем'я спокан дало назву місту Спокан (штат Вашингтон), а також річці Спокан.

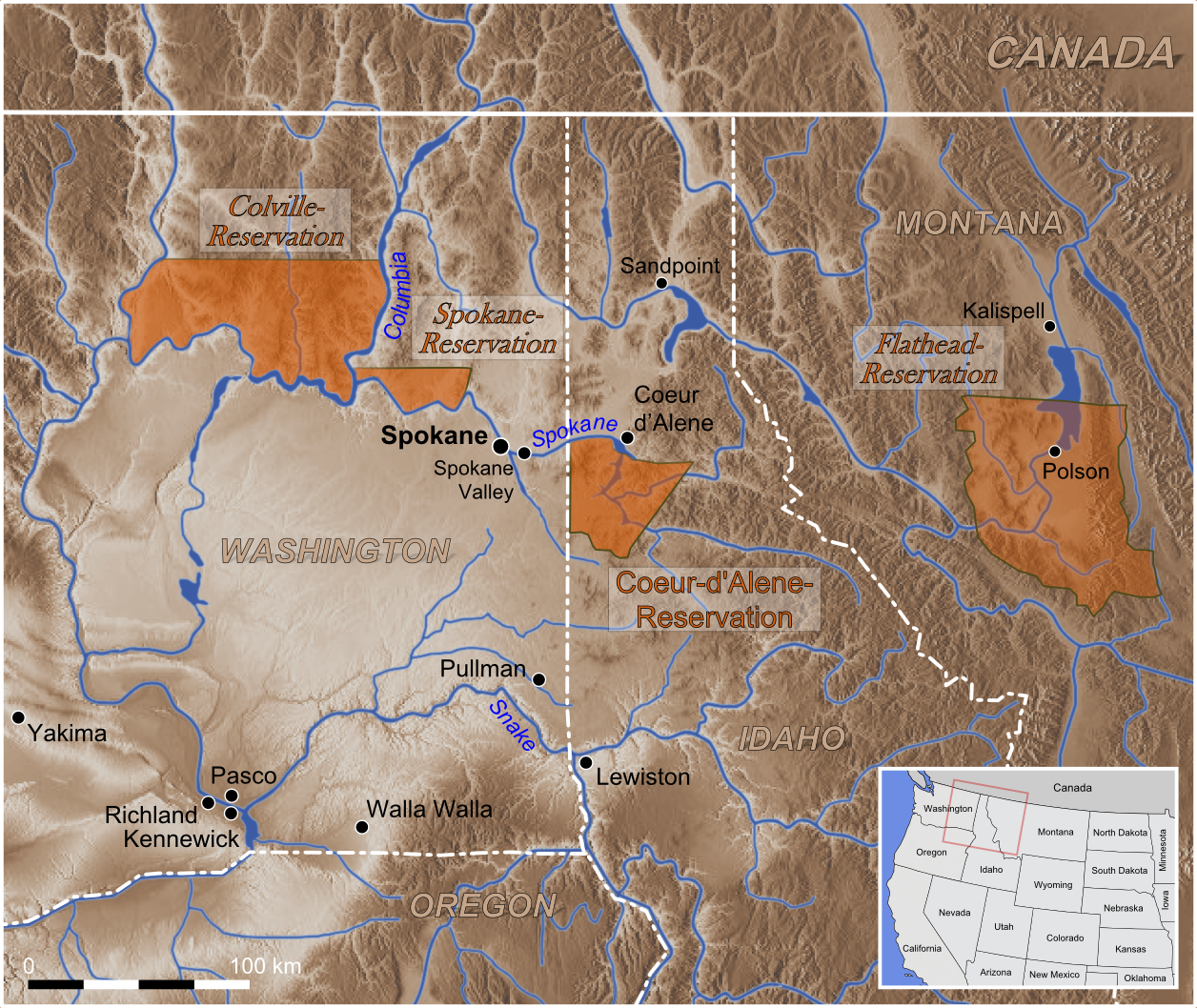
Відмічено резервації народів спокан та колвілл

В перекладі на українську мову, спокан означає «діти сонця» або «сонячні люди». Наприкінці XIX століття плем'я спокан підписало низку угод з федеральним урядом, згідно з якими у 1881 році була утворена резервація Спокан з правом самоврядування загальною площею 615 км² (порівняйте з площею міста Одеса (162 км²). За словами американських дослідників Льюїса і Кларка, на початку 19-го століття плем'я спокан налічувало близько 600 осіб. Згідно з переписом від 2000 року на території резервації Спокан мешкає 2004 особи.
Спокани разом з іншими індіанськими племенами США користуються значними податковими пільгами, що стало головною причиною створення цілої мережі казино на індіанських землях. На території резервації Спокан розташовані два казино й заплановане спорудження третього. Незважаючи на високі прибутки від ігрового бізнесу, діючого на індіанських землях (26,5 млрд доларів) близько третини індіанців США звітують, що вони живуть у злиднях.